# Piano inclinato di Ronquières

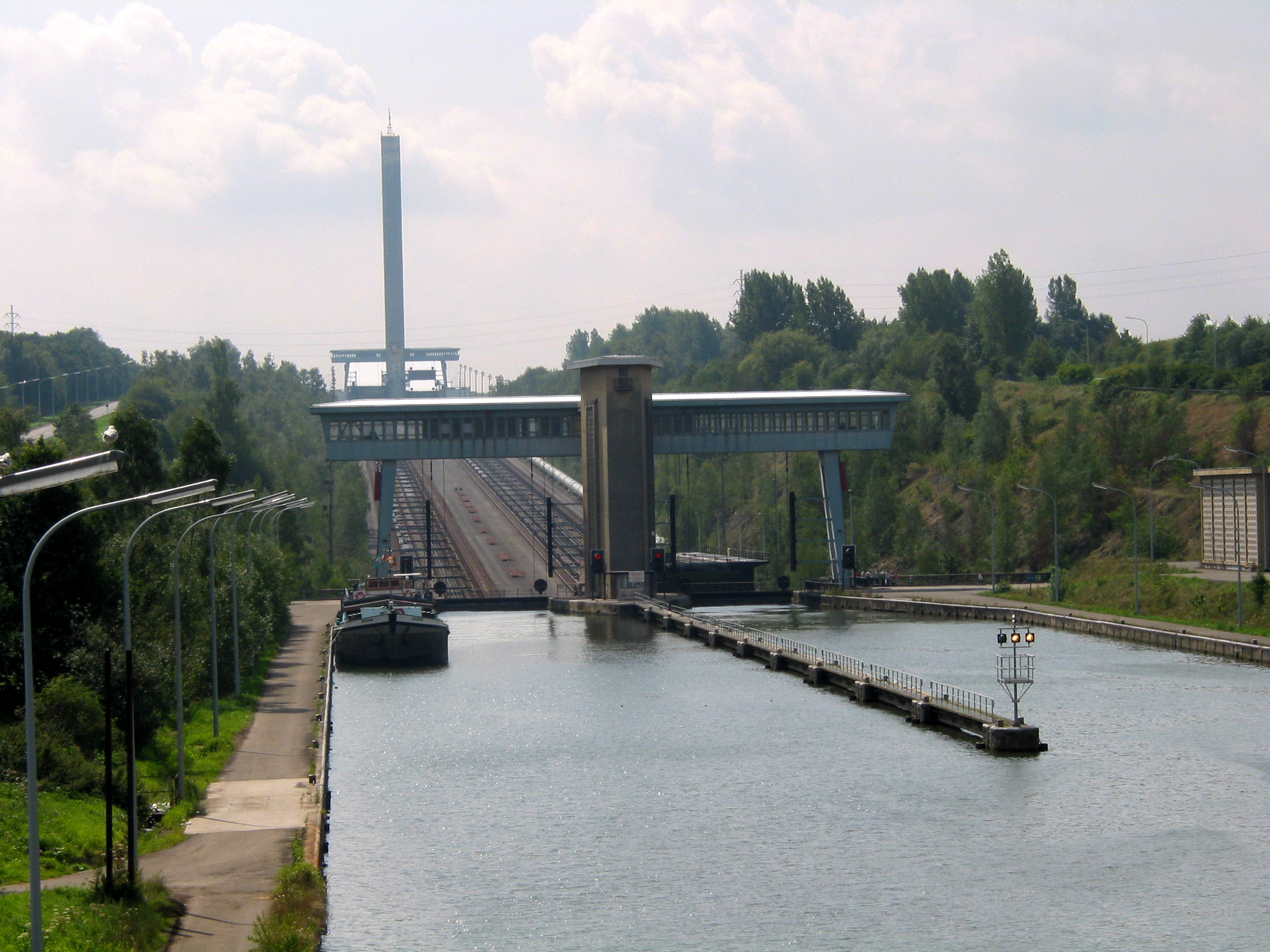
Il piano inclinato.

Il Piano inclinato di Ronquières (in francese: Plan incliné de Ronquières) si trova nella provincia belga dell'Hainaut  nella regione della Vallonia . È stato costruito tra il 1960  e il 1968  e prende il nome dal villaggio di Ronquières, situato nella sua parte bassa. L'ascensore di Ronquières sostituisce 14 chiuse nel corso del canale Bruxelles-Charleroi.

## Storia
Il Canale Bruxelles-Charleroi del 1832 fu inaugurato nel 1914 tra Charleroi e Clabecq per navi fino a 300 tonnellate (péniche). Il più grande ostacolo alla navigazione è sempre stato il percorso Ronquières-Godarville che attraversava la valle della Samme, percorso che richiedeva di superare un dislivello di circa 70 metri con canali curvi, 14 chiuse e un tunnel. Tale attraversamento richiedeva uno o due giorni.
Dopo la Seconda guerra mondiale, il governo belga decise di estendere il canale per permettere la navigazione di navi fino a 1350 tonnellate (navi europee). Fu deciso di ammodernare questa sezione del percorso attraverso l'uso di un ascensore su un piano inclinato.
Già al momento dell'apertura dell'ascensore il trasporto merci sul canale era diminuito considerevolmente a causa del declino dell'industria del carbone e dell'acciaio nella grande regione di Charleroi. Tra il 1987 e il 1997, ogni anno veniva trasportato solo un milione di tonnellate di merci. Da allora il tonnellaggio trasportato è nuovamente aumentato fino a 1,6 milioni di tonnellate trasportate nel 1999. Un anno dopo il limite di 2 milioni di tonnellate fu superato. Nel 2002 il nuovo ascensore di Strépy-Thieu nel Canal du Centre consentì alle navi europee di raggiungere non solo Charleroi ma anche lo spartiacque tra la Mosa e la Schelda. Nel 2007 il piano inclinato di Ronquières ha trasportato poco più di 3 milioni di tonnellate di merci.

## Tecnologia

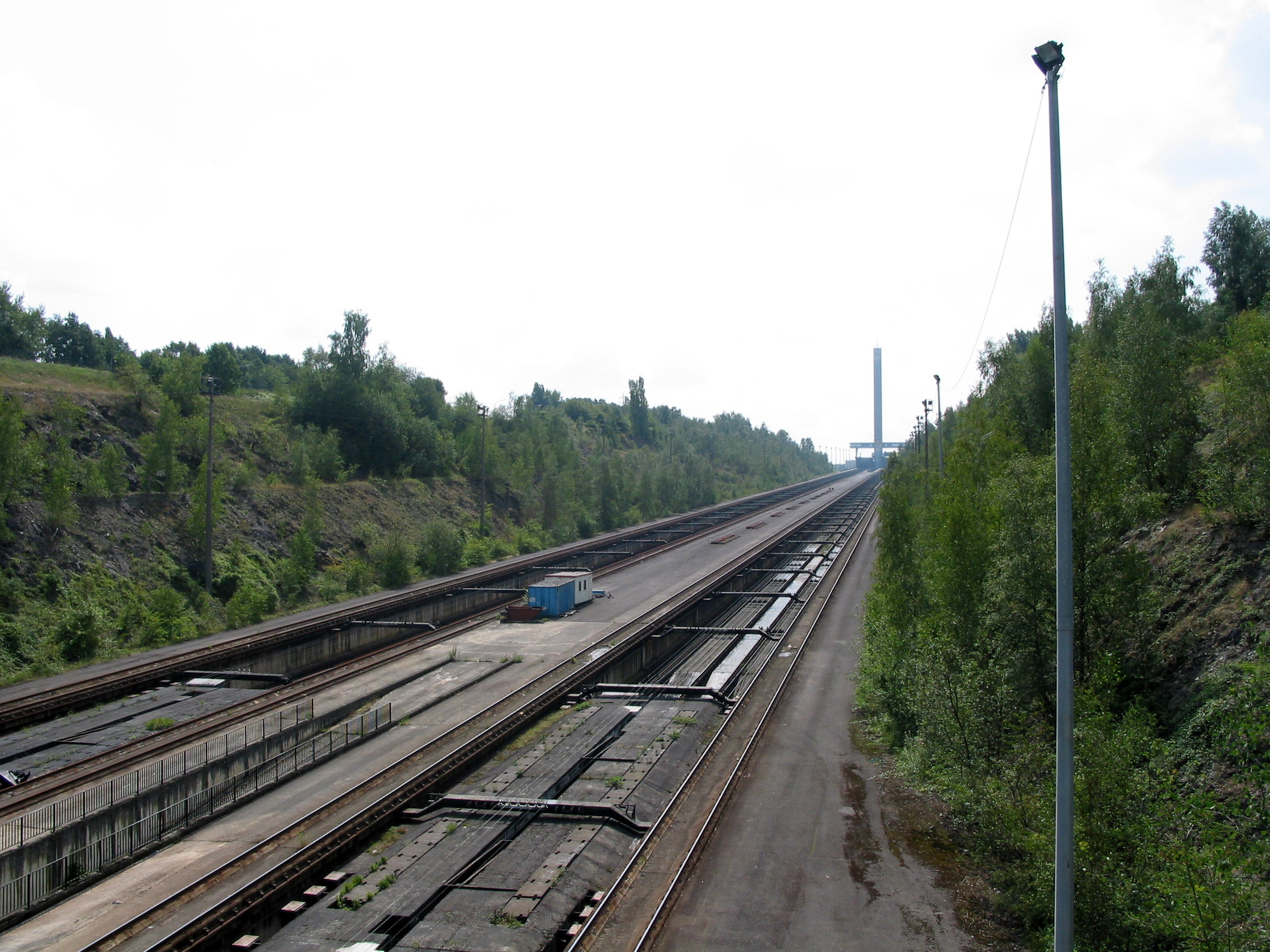
Il piano inclinato e i suoi due contrappesi.

Il piano inclinato di Ronquières è costituito da un doppio ascensore inclinato con vasche riempite di acqua per il trasporto di naviglio tra i due estremi del piano. Il piano inclinato ha una lunghezza di 1432 metri e supera un dislivello di 67,73 metri.
I due ascensori hanno ciascuno un proprio contrappeso di 5200 tonnellate e quindi funzionano in modo completamente indipendente l'uno dall'altro. Ciascuna vasca è collegata con i propri contrappesi da 8 cavi di acciaio e vengono azionati tramite una puleggia. Le vasche hanno una lunghezza di 91 metri e una larghezza di 12 metri. La profondità dell'acqua è tra i 3,0 e i 3,7 metri.
Con una velocità massima di 1,2 m / s, il tempo di attraversamento tra le due estremità è di circa 22 minuti. Compresi i tempi di apertura e chiusura dei cancelli e la manovra di ormeggio, una nave ha bisogno di circa 50 minuti per passare attraverso l'intera struttura.

## Turismo
Già in fase di progettazione il piano inclinato fu pensato anche per un uso turistico. Nella sala macchine superiore c'è un polo ricettivo. Dalle terrazze si può vedere il funzionamento dell'ascensore e nel seminterrato vi è un'esposizione sulla storia della navigazione fluviale belga.

## Festival
Dal 2012, il primo fine settimana di agosto, il Festival di Ronquières si tiene ogni anno intorno all'ascensore. È un festival di musica dance con musicisti rock e pop belgi e internazionali.